# Dieter Zwicky
Dieter Zwicky (* 7. September 1957 in Mollis) ist ein Schweizer Schriftsteller.

## Leben
Dieter Zwicky hat 1988 ein Studium der evangelischen Theologie an der Universität Zürich mit dem Lizenziat abgeschlossen. Er war als Postangestellter tätig, danach wurde er Korrektor bei der Schweizer Wochenzeitung Die Weltwoche. Mittlerweile ist Zwicky in Pension und wohnt mit seiner Familie in Uster im Kanton Zürich.
Zwicky verfasst Erzählungen, besonders Kurzgeschichten, und gehört dem Verband Autorinnen und Autoren der Schweiz an.
Er erhielt u. a. 1990 und 2006 ein Werkjahr des Kantons Zürich, 2002 ein «Halbes Werkjahr-Arbeitsstipendium» der Stadt Zürich sowie 2006 den Schillerpreis der Zürcher Kantonalbank. 2007 nahm er erstmals am Ingeborg-Bachmann-Wettbewerb teil sowie erneut am Ingeborg-Bachmann-Preis 2016. Bei diesem zweiten Anlauf wurde er für seinen Text «Los Alamos ist winzig» mit dem Kelag-Preis (dotiert mit 10.000 Euro) ausgezeichnet. 2017 war er einer der Empfänger des Schweizer Literaturpreises.
Im Jahr 2022 wurde er für seine Werke ausgezeichnet und erhielt den Ustermer Stadtpreis.

## Werke
- Der Schwan, die Ratte in mir. Bilger, Zürich 2002, ISBN 3-908010-55-1
- Reizkers Entdeckung. Prosa. Bilger, Zürich 2006, ISBN 3-908010-79-9
- Weltschönster Park. In: 112 Einseitige Geschichten, hrsg. von Franz Hohler. Luchterhand, München 2007, ISBN 978-3-630-62000-8
- Die Höhe des Kopfes über den Augen. Text zu Bildern von Katja Schicht. Edition Pudelundpinscher, Unterschächen 2008, ISBN 978-3-9523273-3-3
- Cotonville. Mein afrikanisches Jubeljahr. Erzählung. Bilger, Zürich 2008, ISBN 978-3-03762-002-1
- Rosl Zilch. In: Podium 149/150, Wien 2008, ISBN 978-3-902054-61-6
- Slugo. Ein Privatflughafengedicht. Edition Pudelundpinscher, Erstfeld 2013, ISBN 978-3-906061-03-0
- Hihi – mein argentinischer Vater. Erzählung. Edition Pudelundpinscher, Wädenswil 2016, ISBN 978-3-906061-09-2
- Los Alamos ist winzig. Edition Pudelundpinscher, Wädenswil 2019, ISBN 978-3-906061-19-1
- Vroeling. Edition Pudelundpinscher, Wädenswil 2022, ISBN 978-3-906061-28-3

## Belege
1. ↑  Dieter Zwicky in Klagenfurt 2007
2. ↑  Zwicky bekommt den Kelag-Preis, ORF Bachmannpreis online, abgerufen am 3. Juli 2016.
3. ↑  Dieter Zwicky. Archiviert vom Original (nicht mehr online verfügbar) am 17. Februar 2017; abgerufen am 16. Februar 2017.  Info: Der Archivlink wurde automatisch eingesetzt und noch nicht geprüft. Bitte prüfe Original- und Archivlink gemäß Anleitung und entferne dann diesen Hinweis.

| Personendaten    | Personendaten            |
| ---------------- | ------------------------ |
| NAME             | Zwicky, Dieter           |
| KURZBESCHREIBUNG | Schweizer Schriftsteller |
| GEBURTSDATUM     | 7. September 1957        |
| GEBURTSORT       | Mollis                   |